# Argon-39
Argon-39 of 39Ar is een radioactieve isotoop van argon. Op Aarde komen er sporen van voor, vooral in de aardatmosfeer. Daar ontstaat het door inwerking van kosmische straling op argon-40.

## Radioactief verval
Argon-39 vervalt via bètaverval naar de stabiele isotoop kalium-39:
{\displaystyle {\ce {{^{39}_{18}Ar}->{^{39}_{19}K}+{e^{-}}+{\bar {\nu }}_{e}}}}
De halveringstijd bedraagt iets meer dan 269 jaar.

## Toepassingen
Vanwege de goede oplosbaarheid in water wordt de isotoop soms gebruikt om de ouderdom van grondwater te bepalen (methodisch gezien te vergelijken met de koolstof-14 datering).
30Ar · 31Ar · 32Ar · 32mAr · 33Ar · 34Ar · 35Ar · 36Ar · 37Ar · 38Ar · 39Ar · 40Ar · 41Ar · 42Ar · 43Ar · 44Ar · 45Ar · 46Ar · 47Ar · 48Ar · 49Ar · 50Ar · 51Ar · 52Ar · 53Ar